# Dickinson (cráter)
Dickinson es un cráter de impacto en el planeta Venus de 67,5 km de diámetro. Lleva el nombre de Emily Dickinson (1830-1886), poetisa estadounidense, y su nombre fue aprobado por la Unión Astronómica Internacional en 1985.
Es un cráter complejo, caracterizado por un anillo central parcial y un suelo inundado por materiales oscuros y brillantes en el radar. El hummock, eyecciones de texturas amarillas, se extiende alrededor del cráter excepto al oeste. La falta de eyecciones hacia el oeste puede indicar que el objeto que produjo el cráter cayó en dirección oblicua desde el oeste. El extenso material brillante en el radar que emana de las paredes orientales del cráter puede representar grandes volúmenes de material fundido por el impacto, o puede ser el resultado del material volcánico liberado del subsuelo durante el evento de cráter.